# Transylvanosaurus platycephalus
Transylvanosaurus platycephalus es la única especie conocida del género extinto  Transylvanosaurus  de dinosaurio ornitópodo, rabdodóntido que vivió a finales del período Cretácico, entre 70 a 66 millones de años durante el Maastrichtiense, en lo que es hoy Europa. Sus restosfueron encontrados en la cuenca de Hateg del Cretácico Superior de Rumania.
El espécimen holotipo , LPB (FGGUB) R.2070, se encontró en 2007 en los lechos Pui en la sección del valle del río Bărbat de la cuenca de Haţeg, condado de Hunedoara , Rumania. Esta localidad está fechada en el Maastrichtiense medio del período Cretácico Superior. Consiste en un cráneo fragmentario, que incluye el basicráneo articulado y los frontales articulados.
En 2022, Felix J. Augustin, Dylan Bastiaans, Mihai D. Dumbravă y Zoltán Csiki-Sava describieron a Transylvanosaurus platycephalus como un nuevo género y especie de dinosaurio ornitópodo rabdodóntido basándose en estos restos. El nombre genérico , Transylvanosaurus, se deriva de las palabras latinas "trans", que significa "a través" y "silva", que significa "bosque", y la palabra griega "sauros", σαύρος, que significa "lagarto". El nombre genérico hace referencia a Transilvania, la región que contiene la localidad tipo del género en la cuenca Haţeg. El nombre específico , "platycephalus", combina las palabras griegas "platys", πλατύς, que significa ancho, y "kephale", κεφαλῇ, que significa cabeza, en referencia al ancho inusual del cráneo en comparación con taxones relacionados.
En sus análisis filogenéticos, Augustin et al. en 2022 recuperó a Transylvanosaurus como miembro de Rhabdodontidae. A pesar de estos resultados, Augustin et al. proponen "relaciones particularmente cercanas" con Rhabdodon basadas en comparaciones morfológicas. El cladograma a continuación muestra los resultados de sus análisis filogenéticos.
|  | Rhabdodon |
|  | |
|  | \| \| Transylvanosaurus \| \| \| \| \| \| Mochlodon vorosi \| \| \| \| \| \| Mochlodon suessi \| \| \| \| \| \| Zalmoxes shqiperorum \| \| \| \| \| \| Zalmoxes robustus \| \| \| \| |
|  | |
|  | Transylvanosaurus |
|  | |
|  | Mochlodon vorosi |
|  | |
|  | Mochlodon suessi |
|  | |
|  | Zalmoxes shqiperorum |
|  | |
|  | Zalmoxes robustus |
|  | |

|  | Transylvanosaurus    |
|  |                      |
|  | Mochlodon vorosi     |
|  |                      |
|  | Mochlodon suessi     |
|  |                      |
|  | Zalmoxes shqiperorum |
|  |                      |
|  | Zalmoxes robustus    |
|  |                      |

|  | Rhabdodon |
|  | |
|  | \| \| Transylvanosaurus \| \| \| \| \| \| Mochlodon vorosi \| \| \| \| \| \| Mochlodon suessi \| \| \| \| \| \| Zalmoxes shqiperorum \| \| \| \| \| \| Zalmoxes robustus \| \| \| \| |
|  | |
|  | Transylvanosaurus |
|  | |
|  | Mochlodon vorosi |
|  | |
|  | Mochlodon suessi |
|  | |
|  | Zalmoxes shqiperorum |
|  | |
|  | Zalmoxes robustus |
|  | |

|  | Transylvanosaurus    |
|  |                      |
|  | Mochlodon vorosi     |
|  |                      |
|  | Mochlodon suessi     |
|  |                      |
|  | Zalmoxes shqiperorum |
|  |                      |
|  | Zalmoxes robustus    |
|  |                      |